# キャシー・デニス
キャシー・デニス（Cathy Dennis、1969年3月25日 - ）は、イギリスの歌手、シンガーソングライターである。ソングライターとしてアイヴァー・ノヴェロ賞を含む数多くの賞を受賞するなど成功を収めた。

## 略歴

### 1990年代:歌手としての成功
14歳のときから地元のバンドに参加するなど、音楽活動を行っていた。17歳のときにデモテープを認められ、ポリドール・レコードと契約を結ぶ。ソロ・デビューに先駆けてD-MOBの作品「カモン&ゲット・マイ・ラヴ」（1989年）にボーカルとして参加し、全米10位、全英15位の成果を収める。同年、シングル「ジャスト・アナザー・ドリーム」でソロ・デビュー（全英93位、1991年の再々発売で全英13位）。1990年12月にはファースト・アルバム『キャシー・デニス』（原題：Move to This）を発表（全英3位、全米32位）。1990年8月には、D-MOBの代役で来日公演を行っている。
「ジャスト・アナザー・ドリーム」は、全米9位、全英95位とアメリカでも成果を収めた。次いで、「タッチ・ミー (オール・ナイト・ロング)」（1991年）が全米2位、全英5位の大ヒットとなった。この曲は、1984年のFounda RaeとWishによる同名曲のカバーであった。さらに、「トゥー・メニー・ウォールズ」が全米8位、全英17位の成果を収めた。アメリカのヒットチャートでのデビュー曲から連続したトップ10入りは、イギリス人女性アーティストでは初となる記録であった。米『ビルボード』誌で1991年度ベスト新人女性アーティストにも選ばれた。同年11月には、日本でコンサートを開いている。
1992年、シングル「ライド・トゥ・ミー」を発表（全英34位、全米32位、米国ダンスチャート6位）。1993年1月には、セカンド・アルバム『イントゥ・ザ・スカイライン』を発表する（全英8位、全米135位）。同アルバムはアメリカ市場を意識したものであったが、思ったような成果はあがらなかった。1993年、アメリカのテレビドラマ『ビバリーヒルズ高校白書』シーズン3の第27話にゲスト出演している。
1994年2月からサード・アルバム『Inspiration』の制作に取りかかったものの、結局お蔵入りとなった。またこの年、日本向けのシングル「イッツ・マイ・スタイル」を発表する。
1995年3月1日には日本向けのシングル「ラヴズ・ア・クレイドル〜天気予報の恋人」を発表する。この曲は、1989年にCHAGE and ASKAがリリースした「天気予報の恋人」の英語版カバーであった。この曲は翌年、CHAGE and ASKAの楽曲を世界中の一流アーティストがカバーするトリビュートアルバム『one voice THE SONGS OF CHAGE&ASKA』にも収録され、実質的な先行シングルとなった。
1996年、シングル「ウエスト・エンド・バッド」を発表する（全英25位）。1997年3月、サード・アルバム『私って…?』を発表する（全英78位）。同アルバムの収録曲は、それまでのダンス・ポップスから大きく変化し、ギターを基調としたポップスになった。更にアルバムからは「Waterloo Sunset」（全英11位、キンクスのカバー曲）および「When Dreams Turn to Dust」（全英43位）をシングル・カットする。以後はソングライターとしての活動が主となる。

### 2000年代-:ソングライターとしての成功
デニスはファースト・アルバムからほとんどの曲作りに関与しており、1991年3月には「私は何よりソングライターとして成功したいんです。パフォーマンスをするのも楽しいですけれど、一番比重を置いているのは曲作りですね」と語っていた。
2000年代に入ってからソングライターとして参加したS Club 7の「Never Had ａ Dream Come True」(2000年）が全英1位を獲得したのを皮切りに、全英をはじめ世界各国で1位に輝いたカイリー・ミノーグの「熱く胸を焦がして」、全英1位・全米9位を記録したブリトニー・スピアーズの「トキシック」など数々のヒット曲を生み出しソングライターとして著名になる。2008年にもマックス・マーティンらと共作し、ケイティ・ペリーに提供した「キス・ア・ガール」が全米と全英をはじめ世界各国で1位を記録した。この頃には印税収入により、イギリスで最も稼いでいる女性の1人と称された。
2004年、Qが選ぶ音楽業界で最も影響力のある女性に選出。
2006年、イギリス音楽業界のウーマン・オブ・ザ・イヤー賞を受賞。
アイヴァー・ノヴェロ賞を6度に渡って受賞しており、2018年にはアウトスタンディング・ソング・コレクション賞を受賞している。
ソングライターとして成功して以降は歌手としては活動停止状態だったが、2019年にロンドンで開催された音楽フェス、マイティー・フープラに参加し久々に公の場で歌声を披露、セットリストには自身のヒット曲や他アーティストに提供したヒット曲が連なった。

## ディスコグラフィ

### スタジオ・アルバム
- 『キャシー・デニス』 - Move to This (1990年、Polydor)
- 『イントゥ・ザ・スカイライン』 - Into the Skyline (1992年、Polydor)
- 『私って…?』 - Am I the Kinda Girl? (1996年、Polydor)

### リミックス・アルバム
- 『ザ・リミックス・キャシー・デニス』 - Move To This  - Remix Album (1991年、Polydor)
1stアルバム『キャシー・デニス』から一部楽曲をリミックスに差し替えた内容、来日記念盤。
- Everybody Move (To The Mixes) (1991年、Polydor）

### コンピレーション・アルバム
- The Irresistible Cathy Dennis (2000年、Spectrum Music)
  - 3枚のオリジナル・アルバムからアルバム曲含めて選曲したベスト盤。ソロ名義のシングル曲は全曲収録されているが，日本限定発売シングルとD Mobとのコラボレーション・シングルは全て未収録。

### シングル
| 年        | タイトル                             | 最高順位 | 最高順位 | 最高順位   |
| 年        | タイトル                             | 全英     | 全米     | 全米ダンス |
| --------- | ------------------------------------ | -------- | -------- | ---------- |
| 1990      | "C'mon And Get My Love (with D Mob)" | 15       | 10       | 1          |
| 1990-1991 | "Just Another Dream"                 | 13       | 9        | 2          |
| 1990      | "Touch Me (All Night Long)"          | 5        | 2        | 1          |
| 1991      | "Too Many Walls"                     | 17       | 8        | -          |
| 1991      | "Everybody Move"                     | 25       | 32       | 41         |
| 1992      | "You Lied To Me"                     | 34       | 32       | 12         |
| 1992      | "Irresistible""                      | 24       | 61       | -          |
| 1993      | "Falling"                            | 32       | -        | -          |
| 1994      | "Why (with D Mob)"                   | 23       | -        | -          |
| 1994      | "It's My Style"                      | -        | -        | -          |
| 1995      | "Love's A Cradle"                    | -        | -        | -          |
| 1996      | "West End Pad"                       | 25       | -        | -          |
| 1997      | "Waterloo Sunset"                    | 11       | -        | -          |
| 1997      | "When Dreams Turn to Dust"           | 43       | -        | -          |

## 主な提供曲
共作含む。
- S Club 7
  - 「トゥー・イン・ア・ミリオン」(1999年)(全英2位）
  - 「ネヴァー・ハド・ア・ドリーム・カム・トゥルー」(2000年)(全英1位）
  - 「リーチ」(2000年)（全英2位）
  - 「セイ・グッバイ」(2003年)（全英2位）
- ウィル・ヤング
  - 「エニシング・イズ・ポッシブル」(2002年)(全英1位）
- カイリー・ミノーグ
  - 「熱く胸を焦がして」(2001年) (全英1位、全米7位)
  - 「カム・イントゥ・マイ・ワールド」(2002年）(全英8位）
- ギャランティス
  - 「ランナウェイ (U&I)」(2010年）（全英4位）
- ケイティ・ペリー
  - 「キス・ア・ガール」(2008年)(全米・全英1位)
- ジェンティーナ
  - 「フレンチ・キッス」(2005年)(全英20位）
- シュガーベイブス
  - 「アバウト・ユー・ナウ」(2007年) (全英1位）
- ソフィー・エリス・ベクスター
  - 「キャッチ・ユー」(2007年) (全英8位）
- ダイアナ・ヴィッカーズ
  - 「ワンス」(2010年）(全英1位）
- ブリトニー・スピアーズ
  - 「トキシック」(2004年)(全英1位、全米9位）
- レイチェル・スティーヴンス
  - 「スウィート・ドリームズ マイ L.A. Ex」(2003年)（全英2位）